# Megafactories
Megafactories  (alternatieve titel: Ultimate Factories) is een Amerikaanse documentaire-reeks over de grootste en indrukwekkendste fabrieken ter wereld. Elke aflevering gunt het programma de kijker een blik op het productieproces van het product dat in de bezochte fabriek wordt gemaakt. Daarnaast wordt er ook gesproken met de werknemers over hun werk, ervaringen en taken. Het programma bezocht reeds fabrieken van verschillende automerken, Coca-Cola, Lego, Ikea en Boeing.

## Afleveringen

### Overzicht[1]
| Seizoen  | Afleveringen | Uitgezonden      | Uitgezonden      |
| Seizoen  | Afleveringen | Seizoen start    | Seizoen finale   |
| -------- | ------------ | ---------------- | ---------------- |
| 1        | 7            | 9 november 2006  | 15 februari 2007 |
| 2        | 6            | 29 november 2007 | 26 juni 2008     |
| 3        | 6            | 8 oktober 2009   | 16 november 2009 |
| 4        | 7            | 3 februari 2011  | 17 maart 2011    |
| 5        | 10           | 1 november 2011  | 3 maart 2012     |
| 6        | 7            | Onbekend         | Onbekend         |
| 7        | 19           | Onbekend         | Onbekend         |
| 8        | 14           | Onbekend         | Onbekend         |
| Specials | 11           | NVT              | NVT              |